# Sonnen

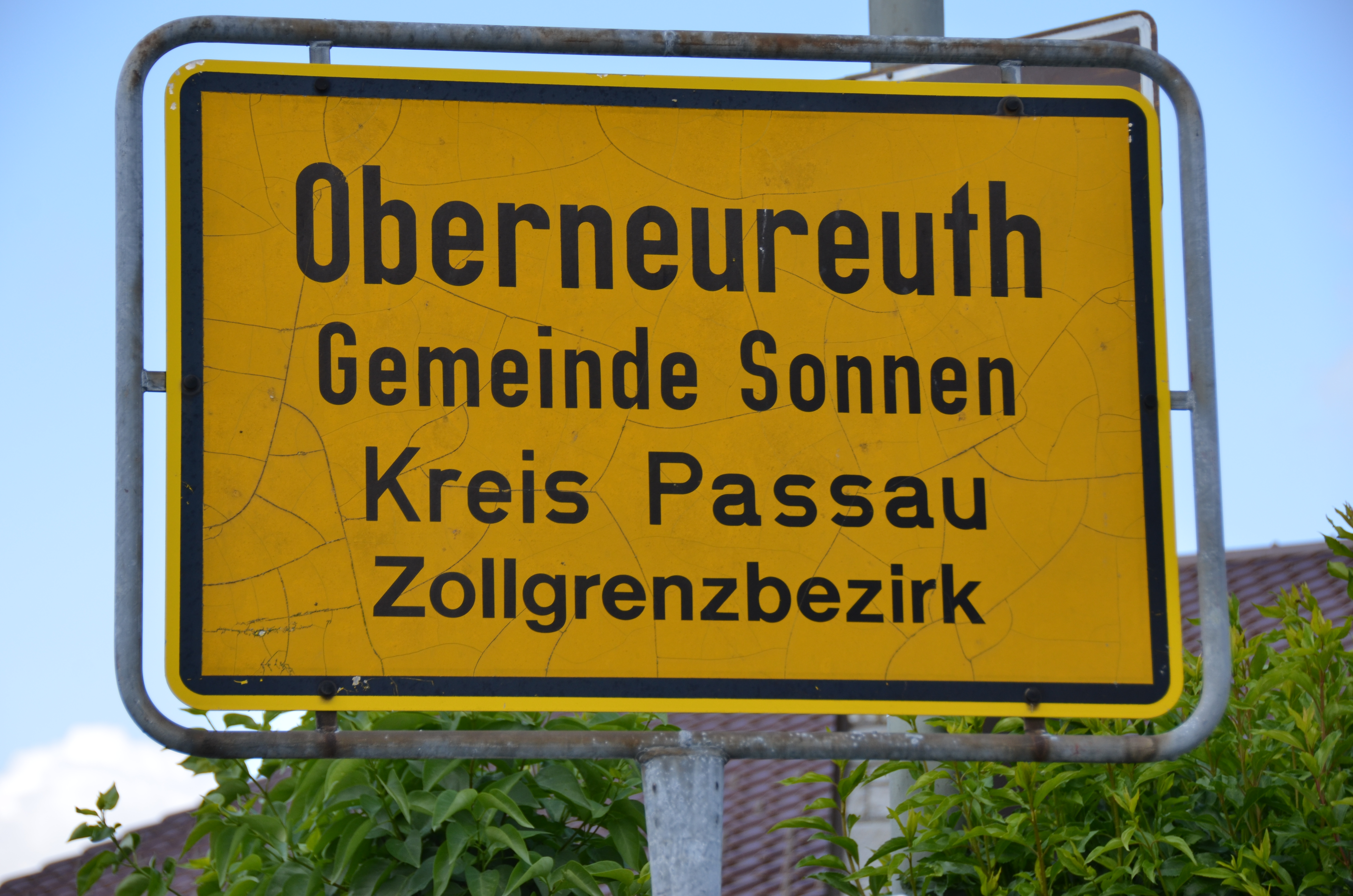
Ortsschild vom Gemeindeteil Oberneureuth mit dem Zusatz „Zollgrenzbezirk“

Sonnen ist die höchstgelegene Gemeinde des niederbayerischen Landkreises Passau und liegt in dessen Nordosten.

## Geografie

### Geografische Lage
Sonnen liegt in der Region Donau-Wald im unteren Bayerischen Wald und ist die höchstgelegene Gemeinde im Landkreis Passau auf einer Höhe von 700 bis 900 Metern. Nach Passau sind es 28 km, nach Hauzenberg 9 km und Waldkirchen bzw. Wegscheid jeweils 13 km. Die Grenze zu Oberösterreich liegt nur 8 km entfernt.

### Gemeindegliederung
Es gibt 21 Gemeindeteile (in Klammern ist der Siedlungstyp angegeben):
- Binderhügel (Weiler)
- Bruckleiten (Einöde)
- Grubwies (Weiler)
- Haidensäg (Weiler)
- Haselberg (Dorf)
- Herrnholz (Einöde)
- Hinterau
- Höllwies (Einöde)
- Holzgattern (Weiler)
- Keinzlmühle (Einöde)
- Niederneureuth (Dorf)
- Oberneureuth (Dorf)
- Oberneureutherwaid (Dorf)
- Rannaberg (Weiler)
- Roßau (Weiler)
- Schauberg (Dorf)
- Schneideröden (Weiler)
- Schönwiese (Einöde)
- Sonnen (Pfarrdorf)
- Stüblhäuser (Dorf)
- Thierham (Dorf)

Es gibt die Gemarkungen Sonnen und Oberneureuth.

### Klima
Trotz der Hochlage der Gemeinde, die ein raues Klima vermuten lässt, gibt es im Jahresdurchschnitt mehr Sonnenstunden als in den meisten anderen Gemeinden Ostbayerns. Es gibt aber auch deutlich strengere Winter als in den tiefen Lagen von Passau, und nicht selten weht ein kräftiger, kalter Wind aus Nordosten, der so genannte Böhmwind. Die meisten Häuser wurden in einer geschützten, nach Südwesten ausgerichteten Lage gebaut, um dem unangenehmen Winden zu entgehen. Es ist auch gut zu beobachten, wenn eine Gewitterfront aus Tschechien über den 1300 Meter hohen Grenzkamm des Hochficht ins bayerische herüberzieht.

## Geschichte

### Bis zum 19. Jahrhundert
Zwischen 1130 und 1150 übergab ein Eberhardus de Sona einen Hörigen an den damaligen Bischof von Passau.
Das ehemalige Dorf im Hochstift Passau wurde 1803 mit dem größten Teil des hochstiftischen Gebietes zugunsten des Großherzoges der Toskana Ferdinand III. säkularisiert und fiel erst 1805 an Bayern. Im Zuge der Verwaltungsreformen in Bayern entstand mit dem Gemeindeedikt von 1818 die heutige Gemeinde. Im Jahr 1877 wurde der Gemeindename Stüblhäuser amtlich in Sonnen geändert.

### Eingemeindungen
Im Zuge der Gebietsreform in Bayern wurde am 1. Mai 1978 ein großer Teil der Gemeinde Oberneureuth eingegliedert.

### Einwohnerentwicklung
Im Zeitraum 1988 bis 2018 wuchs die Gemeinde von 1393 auf 1427 um 34 Einwohner bzw. um 2,4 %.
| Jahr      | 1961 | 1970 | 1987 | 1991 | 1995 | 2000 | 2005 | 2010 | 2015 |
| --------- | ---- | ---- | ---- | ---- | ---- | ---- | ---- | ---- | ---- |
| Einwohner | 1111 | 1202 | 1367 | 1439 | 1466 | 1462 | 1495 | 1435 | 1432 |

## Politik
- CSU: 7
- CWG: 5

### Gemeinderat
Bei der Kommunalwahl vom 15. März 2020 haben von den 1187 stimmberechtigten Einwohnern in der Gemeinde Sonnen, 959 von ihrem Wahlrecht Gebrauch gemacht, womit die Wahlbeteiligung bei 80,79 % lag.

### Bürgermeister
- 2014–2020: Hans Binder (CSU)
- 2020–0000: Klaus Weidinger (CSU)[8]

Bei der Kommunalwahl vom 15. März 2020 wurde Klaus Weidinger mit 60,13 % der Stimmen gewählt.

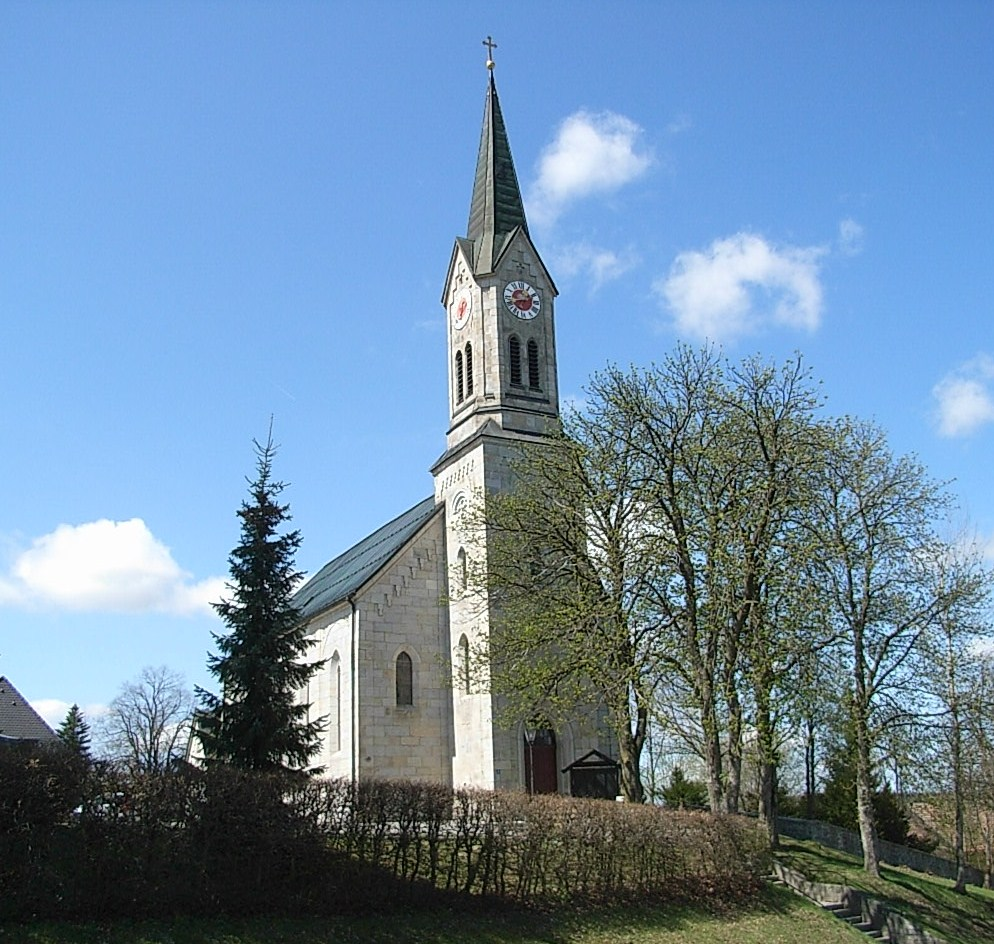
Pfarrkirche Maria Himmelfahrt

### Finanzen
Im Jahr 2017 lagen die Gemeindesteuereinnahmen bei 1226 T€, davon waren 510 T€ Gewerbesteuereinnahmen (netto) und 580 T€ Gemeindeanteil an der Einkommensteuer.

### Wappen
| Wappen von Sonnen | Blasonierung: „In Grün ein silberner Balken, oben ein auffliegender silberner Falke, unten ein silbernes Hufeisen.“ |
| Wappen von Sonnen | Wappenführung seit 1980                                                                                             |

### ILE Abteiland
Die Gemeinde ist Mitglied der im April 2011 von 11 Kommunen gegründeten Arbeitsgemeinschaft „Integrierte Ländliche Entwicklung Abteiland“ (ILE Abteiland), deren Motto es ist, den Natur-, Kultur- und Wirtschaftsraum Abteiland als lebenswerte Heimat zu erhalten und zu gestalten.

## Kultur und Sehenswürdigkeiten
Die Pfarrkirche Maria Himmelfahrt wurde in den Jahren von 1858 bis 1861 nach Plänen von Leonhard Schmidtner erbaut.

## Wirtschaft und Infrastruktur

### Wirtschaft
Im Jahr 2017 gab es in der Gemeinde 230 sozialversicherungspflichtige Arbeitsplätze. Von der Wohnbevölkerung standen 641 Personen in einem versicherungspflichtigen Beschäftigungsverhältnis. Damit war die Zahl der Auspendler um 411 Personen größer als die der Einpendler. 19 Einwohner waren arbeitslos. Im Jahr 2016 gab es 26 landwirtschaftliche Betriebe.

### Bildung
Im Jahr 2018 gab es im Ort eine Kindertageseinrichtung mit 57 genehmigten Plätzen; 50 Kinder wurden von acht Personen betreut.

## Verkehr
- Luftfahrt: Im Gemeindeteil Oberneureuth besteht der Sonderlandeplatz Flugplatz Sonnen für Luftfahrzeuge aller Art bis zu 2000 kg und Hubschrauber bis 5700 kg Höchstabfluggewicht (MTOW).

## Persönlichkeiten

### Ehrenbürger der Gemeinde
- Franz Stockbauer (1853–1938), Unternehmer

### Söhne und Töchter der Gemeinde
- Franz Xaver Drechsler (1823–1906), Politiker und Landwirt
- Ludwig Hödl (1924–2016), römisch-katholischer Theologe

## Belege
1. ↑  Gemeinden, Kreise und Regierungsbezirke in Bayern, Einwohnerzahlen am 31. Dezember 2023; Basis Zensus 2022 (Hilfe dazu)
2. ↑  Gemeinde Sonnen in der Ortsdatenbank der Bayerischen Landesbibliothek Online. Bayerische Staatsbibliothek, abgerufen am 20. Juli 2020.
3. ↑  Gemeinde Sonnen, Liste der amtlichen Gemeindeteile/Ortsteile im BayernPortal des Bayerischen Staatsministerium für Digitales, abgerufen am 28. Dezember 2021.
4. ↑  Wilhelm Volkert (Hrsg.): Handbuch der bayerischen Ämter, Gemeinden und Gerichte 1799–1980. C. H. Beck, München 1983, ISBN 3-406-09669-7, S. 590.
5. ↑  Statistisches Bundesamt (Hrsg.): Historisches Gemeindeverzeichnis für die Bundesrepublik Deutschland. Namens-, Grenz- und Schlüsselnummernänderungen bei Gemeinden, Kreisen und Regierungsbezirken vom 27.5.1970 bis 31.12.1982. W. Kohlhammer, Stuttgart / Mainz 1983, ISBN 3-17-003263-1, S. 620 (Statistische Bibliothek des Bundes und der Länder [PDF; 41,1 MB]).
6. ↑  Gemeinderatswahl 2020
7. ↑  Gemeinderatswahl 2020
8. ↑  https://www.gemeinde-sonnen.de/de/rathaus/politik
9. ↑  Bürgermeisterwahl 2020
10. ↑  Wappen von Sonnen in der Datenbank des Hauses der Bayerischen Geschichte
11. ↑  Die Entstehung von ILE Abteiland, abgerufen am 14. November 2022.